# Hòa Thuận, Tấn Trung
Hòa Thuận (chữ Hán giản thể: 和顺县, âm Hán Việt: Hòa Thuận huyện) là một huyện thuộc địa cấp thị Tấn Trung, tỉnh Sơn Tây, Cộng hòa Nhân dân Trung Hoa. Huyện Hòa Thuận có diện tích 2251 kilômét vuông, dân số năm 2002 là 140.000 người. Về mặt hành chính, huyện Hòa Thuận được chia ra thành 5 trấn và 10 hương. 
- Trấn: Thành Quan, Lý Dương, Tùng Yêm, Thanh Thành, Hoành Lĩnh, Sài La, Liên Bình, 喂 Mã, Bình Công, Ngõa Phòng, Ngưu Xuyên, Hứa Thôn, Thập Lĩnh, Mã Phường, Dương Quang Chiêm.
- Hương: Thành Quan, Hầu Thành, Bắc Quang, Thủy Tú, Dương Ấp, Tiểu Bạch, Trách Thôn, Vương Công, Diêu Tử Đầu, Đông Trang, Hử Bạc.